# 萨楚马
萨楚马（英語：Satsuma）是美国阿拉巴马州下属的一座城市。面积约为7.52平方英里（约合19.48平方公里）。根据2010年美国人口普查，该市有人口6,168人，人口密度为820.21/平方英里（约合316.63/平方公里）。